# Малена Альтеріо
Малена Грізель Альтеріо Бакайкоа (ісп. Malena Grisel Alterio Bacaicoa, *21 січня 1974) — іспанська акторка аргентинського походження. Стала іконою телебачення в Іспанії завдяки ролі в ситкомі Aquí no hay quien viva, зігравши Белен Лопес Васкес.

## Життя і кар'єра
Малена Альтеріо народилася 21 січня 1974 року в Буенос-Айресі, Аргентина, у родині актора Ектора Альтеріо та психологині Анхели Бакайкоа, які переїхали до Мадрида, Іспанія, коли Малена була дитиною. Її старший брат Ернесто також актор. Навчалася в акторській школі Крістіни Рота.
Дебютувала в повнометражному фільмі в The HoldUp (2001), отримавши номінацію на премію Гоя як найкраща нова акторка.